# Белжецкий, Александр Станислав
Александр Станислав Белжецкий из Цешанува (пол. Aleksander Stanisław Bełżecki; ? — 1677) — польский государственный и военный деятель, каштелян саноцкий (1658), воевода подольский (1657—1676), староста вышогрудский, староста белзский (1636—1677), староста шидловецкий, генерал Подольских земель, депутат сейма (до 1677).

## Биография
Представитель польского шляхетского рода Белжецких герба «Ястршембец». Старший сын Яна Белжецкого (? — 1642), каштеляна галицкого и маршалка Коронного трибунала, и его первой жены Софии Цешановской.
Должности: староста белзский (с 1636 года, получил от отца после разрешения короля), вышогрудский, шидловецкий, каштелян сеноцкий, подольский воевода в 1657—1676 годах.
Александр Станислав Белжецкий имел свой замок в Цешануве, который в 1648 году был осажден войсками Богдана Хмельницкого. Как владелец города, Александр Станислав Белжецкий, в 1649 году, после разрушения Цешанова армией Хмельницкого, приказал, чтобы у всех, как христиан, так и евреев, был хороший мушкет, два фунта пороха и куча пуль. В 1670 году он дал евреям равные права с христианами. Он также защищал город во время шведского нашествия (1655 г.) и последнего татарского нашествия в 1672 года, во время которого город также был сожжен.
«Щедрый гуманист, пан богобоязненный», заслужил для себя благодарность иезутов благодаря помощи коллегиума иезуитов во Львове и Сандомире.
В 1651 году, когда коронная армия под командованием короля проходила через Цешанув, после битвы при Берестечко, в Чорштын, где укрепился Костка Наперский, по пути короля Яна Казимира принимал у себя Александр Станислав Белжецкий.
На заседании по отречению 16 сентября 1668 года он подписал акт, подтверждающий отречение Яна II Казимира Вазы. Он поддержал избрание на польский трон Михала Корибута Вишневецкого от Подольского воеводства в 1669 году. В 1672 году войско гетмана Яна Собеского разбили татарские силы поле под Цешанувом, в чем охотно помогало местное население. В 1672 году он был депутатом Белзского воеводства в Главном коронном трибунале.
В Цешануве была гильдия меховщиков и сапожников — за их отношение во время осады обе гильдии были подтверждены Александром Станиславом Белжецким в 1672 году. В 1674 году он привел в Цешанув доминиканцев, усилиями которых был построен деревянный костёл. Он также финансировал строительство нового монастыря для них.
Был похоронен в костёле иезуитов во Львове.

## Семья
Александр Станислав Белжецкий женился на Софии Баль (дочь подкомория саноцкого), которая принесла ему ключ Цисны в качестве приданого, а вторым браком на Элеоноре Констанции Станиславской(по словам Казимира Пиварского, она была его первой женой), от которой у него было пятеро детей, в том числе сын Адам Антоний Белжецкий (1663—1719), каштелян перемышльский и белзский (1710). Он также был отцом Катарины Корнякт-Фредро, жены Кароля Францишека Корнякта, затем — Станислава Антония Фредро; Александры Иоанны Оссолинской (жены Ежи Оссолинского; и Теодоры Варшицкой-Казановской (последовательно вышла замуж за Станислава Варшицкого, каштеляна краковского и Казановского, имя которого неизвестно), и неизвестной дочери, ставшая монахиней.